# Dos granujas en el Oeste
Dos granujas en el Oeste (Occhio alla penna en italiano) es una comedia italiana dentro del subgénero de los spaghetti western dirigida por Michele Lupo y protagonizada por el famoso actor Bud Spencer.

## Argumento
Un aventurero, que siempre tiene hambre, llega a la ciudad de Yucca en compañía de Gerónimo, un indio que le acompaña a todas partes. Confundido con un médico a causa de una maleta que roba el indio, el aventurero se ve obligado a curar a un paciente, y tiene éxito, por lo que se hará pasar por dicho médico en una ciudad hostigada por bandidos con un sheriff, que encubiertamente los está ayudando y que él quiere ayudar por la comida gratis que le dan allí por ser médico.

## Reparto
- Bud Spencer como Buddy.
- Joe Bugner como el sheriff Bronson.
- Piero Trombetta como Popsy Logan.
- Carlo Reali como Sarto.
- Sara Franchetti como Widow Gordon.
- Renato Scarpa como Logan.
- Riccardo Pizzuti como Sim.
- Andrea Heuer como Romy Gordon.
- Amidou como Gerónimo.
- Marilda Donà como Mrs. Robinson.
- Pino Patti como Mr. Robinson.
- Francesco Anniballi como el ayudante de la cocina.
- Salvatore Basile como el oficial.
- Angelo Boscariol como el invitado del baño.
- Rossana Canghiari como una pasajera en el tren.
- Tony Casale como el invitado del salón.
- Mario Castaldi como un pasajero en el tren.
- Giovanni Cianfriglia como Jack Bold.
- Massimo Ciprari como el jugador del billar.
- Katja Daum como el camarero.
- Miguel del Castillo como el camarero del tren.
- Arnaldo Dell'Acqua como un secuaz esbelto.
- Ottaviano Dell'Acqua como un secuaz esbelto.
- Roberto Dell'Acqua como un camarero.
- Bruno Di Luia como el cowboy del salón.
- Lionello Pio Di Savoia como el cowboy del tren.
- Luca di Silverio como un niño en el vagón.
- Tom Felleghy como el doctor en el tren.
- Lorenzo Fineschi como un sicario esbelto.
- Lina Franchi como una camarera.
- Jesús Guzmán como un oficial.
- Barbara Herrera como Agnes, la anciana en el tren.
- Margherita Horowitz como una pasajera en el tren.
- Ettore Martini como un pasajero en el tren.
- Fulvio Mingozzi como el propietario del salón.
- Cesare Nizzica como Everett, el anciano en el tren.
- Frank Nuyen como el cocinero.
- Benito Pacifico como un sicario esbelto.
- Gennarino Pappagalli como un hombre marchándose del salón.
- Anna Maria Perego como una pasajera en el tren.
- Osiride Pevarello como un trabajador en el laboratorio.
- Renzo Pevarello como un camarero.
- Romano Puppo como un sicario esbelto.
- Angelo Ragusa como un sicario esbelto.
- Teresa Rossi Passante como una pasajera en el tren.
- Settimo Scacco como un jugador del billar.
- Sergio Smacchi como un sicario esbelto.
- Lanfranco Spinola como un pasajero en el tren.
- Marco Stefanelli como un sicario esbelto.
- Marcella Theodoli como un pasajero en el tren.
- Alessandra Vazzoler como la gorda del tren.
- Marcello Verziera como un sicario esbelto.
- Uta Wilks como una camarera.
- Nazzareno Zamperla como un sicario esbelto.

Entre los dobles se encuentran:
- Ottaviano Dell'Acqua
- Angelo Ragusa
- Juan Manuel Torres
- Giorgio Ubaldi